# The Nine Muses
The Nine Muses è un film documentario del 2010 diretto da John Akomfrah.
Il film è stato presentato  al Festival del cinema africano, d'Asia e America Latina di Milano 2011.

## Trama
La storia dell'immigrazione africana e indiana in Gran Bretagna nel secondo dopoguerra del Novecento è raccontata in maniera originale e con linguaggio sperimentale ispirandosi all'Odissea. Il poema di Omero è il punto di riferimento del film di John Akomfrah, nel quale brani letterari e musicali, materiali d'archivio e scene girate negli Stati Uniti e in Inghilterra sono usati dal regista per costruire in forma di poesia un viaggio nella memoria suddiviso in nove capitoli, ciascuno dei quali porta il nome di una delle figlie di Mnemosine e Zeus.

## Riconoscimenti
- 2010 - Dubai Film Festival
  - Secondo Premio Muhr Asia Africa